# VM i floorball for damer 1999
VM i floorball for damer 1999 var det andet Verdensmesterskab i floorball for damelandshold, arrangeret af IFF. Mesterskaet blev afholdt i Sverige og kampene blev spillet i Börlänge 9. – 15. maj. Der blev både spillet i A-divisionen og B-divisionen.

## B-divisionen
5 lande deltog: Australien, Danmark, Japan, Singapore og Østrig. Der blev spillet en enkeltserie hvor alle hold mødte hinanden en gang. Østrig vandt serien, og oprykkede til A-divisionen i VM 2001, efter at have vundet tre af sine kampe, og fået uafgjort mod Japan. Danmark endte på en 3. plads.

## A-divisionen
7 lande deltog i A-divisionen. Egentlig skulle 8 hold have spillet, men Rusland trak sig ud af konkurrencen kort før start, og blev automatisk nedrykket til B-divisionen i VM 2001. Der blev først spillet gruppespil, med 3 hold i Gruppe A og 4 hold i Gruppe B.

## Resultater Gruppe A
| 9. maj 1999 |

| Schweiz | 6:1 | Tyskland |
| ------- | --- | -------- |
|         |     |          |

|  |

| 10. maj 1999 |

| Sverige | 4:1 | Schweiz |
| ------- | --- | ------- |
|         |     |         |

|  |

| 11. maj 1999 |

| Tyskland | 1:10 | Sverige |
| -------- | ---- | ------- |
|          |      |         |

|  |

### Tabel Gruppe A
| Plads | Hold     | Kampe | Sejre | Uafgj. | Tabte | Mål    | Points |
| ----- | -------- | ----- | ----- | ------ | ----- | ------ | ------ |
| 1     | Sverige  | 2     | 2     | 0      | 0     | 14 – 2 | 4      |
| 2     | Schweiz  | 2     | 1     | 0      | 1     | 5 – 2  | 2      |
| 3     | Tyskland | 2     | 0     | 0      | 2     | 2 – 16 | 0      |

- Sverige og Schweiz kvalificerer sig til semifinalerne.

## Resultater Gruppe B
| 9. maj |

| Finland | 9:2 | Tjekkiet |
| ------- | --- | -------- |
|         |     |          |

|  |

|  |

| Norge | 11:1 | Letland |
| ----- | ---- | ------- |
|       |      |         |

|  |

| 10. maj |

| Tjekkiet | 5:3 | Letland |
| -------- | --- | ------- |
|          |     |         |

|  |

|  |

| Finland | 2:5 | Norge |
| ------- | --- | ----- |
|         |     |       |

|  |

| 11. maj |

| Norge | 7:1 | Tjekkiet |
| ----- | --- | -------- |
|       |     |          |

|  |

|  |

| Letland | 2:19 | Finland |
| ------- | ---- | ------- |
|         |      |         |

|  |

### Tabel Gruppe B
| Plads | Hold     | Kampe | Sejre | Uafgj. | Tabte | Mål    | Points |
| ----- | -------- | ----- | ----- | ------ | ----- | ------ | ------ |
| 1     | Norge    | 3     | 3     | 0      | 0     | 23 – 4 | 6      |
| 2     | Finland  | 3     | 2     | 0      | 1     | 30 – 9 | 4      |
| 3     | Tjekkiet | 3     | 1     | 0      | 2     | 8 – 19 | 2      |
| 4     | Letland  | 3     | 0     | 0      | 3     | 6 – 35 | 0      |

- Norge og Finland kvalificerer sig til semifinalerne.

## Semifinaler
| 14. maj |

| Sverige | 2:3 | Finland |
| ------- | --- | ------- |
|         |     |         |

|  |

|  |

| Norge | 0:4 | Schweiz |
| ----- | --- | ------- |
|       |     |         |

|  |

## Bronzekamp
| 15. maj |

| Norge | 1:5 | Sverige |
| ----- | --- | ------- |
|       |     |         |

|  |

## Finale
| 15. maj |

| Finland | 3:1 | Schweiz |
| ------- | --- | ------- |
|         |     |         |

|  |

## Medaljer
| VM 1997 | Land    |
| ------- | ------- |
| Guld    | Finland |
| Sølv    | Schweiz |
| Bronze  | Sverige |